# José Soza
José Miguel Soza Hernández (Teno, Región del Maule, 26 de junio de 1946) es un prolífico y reconocido actor chileno, de larga trayectoria artística. También se ha desempeñado como director de teatro, actor de doblaje y locutor. Perteneció al selecto reparto de época de oro de las teleseries del director Vicente Sabatini en Televisión, en el período entre 1995 y 2005.

## Biografía
Sus estudios secundarios los realizó en el Colegio Salesianos de Talca y sus estudios superiores de teatro en la Universidad de Chile. Trabajó en el Teatro de la Universidad de Concepción (TUC). En 1972 se integró al Grupo de Teatro de la CUT, junto a nombres como Myriam Palacios, Nelson Brodt, Adriano Castillo, José Secall y Jorge Gajardo.
Fue director de la película “La maldición de la palabra”, que se debía estrenar durante la segunda quincena de septiembre de 1973. Sin embargo, con el golpe de Estado el filme se extravió sin estrenarse.
Realizó su primer trabajo televisivo en 1969 en Canal 13, en Historia del Teatro Chileno. Ingresa a Televisión Nacional de Chile en 1970, realizando varios papeles en La boda de los pequeños burgueses (1970), Don Juan Tenorio (1976), Villa los Aromos (1981).
En los años 1980, participó en diversas teleseries, entre las que destacan La Represa, La Torre 10, La Dama del Balcón, La Villa, La Quintrala y La Invitación. También trabajó en Teleduc, El Mundo del Profesor Rossa y Medio Mundo de Canal 13 y en Sobre Ejes para la Televisión Alemana (Bavaria, 1987).
Durante la década de los noventa trabajó en el programa infantil Pin Pon y actuó en teleseries de Televisión Nacional como Trampas y caretas, Jaque mate, Rompecorazón y Estúpido cupido, Sucupira, Oro verde y La fiera. Inolvidables son algunos papeles interpretados en Televisión Nacional, como el astuto Rodolfo 'Pájaro' Tuki en Iorana, el melodramático farmacéutico Segundo de Sucupira, el malvado gitano Drago de Romané, Yvo Yutronic, el dueño de la pulpería de Pampa Ilusión o a Lindorfo Mondaca el payaso Ay! Ay! Ay! de El circo de las Montini.
Su gran versatilidad y la capacidad para mutar radicalmente de roles, desde el ladino "Cereza" de La fiera hasta el ambicioso y oscuro "Drago" en Romané o el sastre homosexual Humberto Cubillos de Puertas adentro le han hecho merecedor de innumerables reconocimientos, como el Premio APES a mejor actor de reparto en 1996 por Sucupira, en 1999 por La fiera y 2003 por Puertas adentro, o el Premio Altazor de las Artes Nacionales 2004 como mejor actor de televisión, además de numerosos reconocimientos teatrales y de la valoración del público y el mundo artístico. Su fama se vio acrecentada por una de sus escenas del capítulo final de Romané, en la que su personaje del gitano Drago exclama Y qué me importa a mi..., la que se convirtió con el paso de los años en un meme de internet muy usado por los cibernautas chilenos en redes sociales.
En cine ha actuado en La estación de regreso (1986), Historias de lagartos (1987), Amelia López O’Neill (1990), Joe de Memphis (1991), Ciénaga (1992), La rubia de Kennedy (1995), El hombre que imaginaba (1998) y El vecino (2000).
En teatro ha trabajado en obras como Hechos consumados, Cara de fuego y Fabulación.
En 2008 recibe la Medalla de Honor del Senado de Chile por su trayectoria artística.
En 2009, después de varios años, deja TVN, luego de que el director ejecutivo Vicente Sabatini dejara el canal después de ser abruptamente removido de su cargo de Gerente de Programación.
Participó en dos superproducciones de época dirigidas por Vicente Sabatini para Chilevisión: Manuel Rodríguez (2010), en la que interpretó a José Santiago Rodríguez-Zorrilla,  y La Doña (2011), donde dio vida al Gonzalo de los Ríos y Encío.
En 2013 protagonizó la obra La imaginación del futuro, donde interpretó al presidente Salvador Allende Gossens. 
En diciembre de 2021, la Corporación Cultural de Curicó declaró a Soza como «Hijo Ilustre» de la comuna de Teno.

## Vida personal
En septiembre de 1973, Soza fue detenido por agentes del Estado y estuvo recluido durante una semana en el Estadio Nacional de Chile, bajo interrogatorios y tortura. Su nombre aparece en la nómina de los prisioneros políticos y torturado de la dictadura militar.

## Filmografía
| Año  | Título                     | Rol                     | Director               |
| ---- | -------------------------- | ----------------------- | ---------------------- |
| 1973 | La maldición de la palabra | Aliro                   | Él mismo               |
| 1986 | Hechos consumados          | Miguel                  | Luis R. Vera           |
| 1987 | La estación del regreso    | Abogado                 | Leo Kocking            |
| 1989 | Historias de lagartos      |                         | Juan Carlos Bustamante |
| 1990 | Amelia Lopes O'Neill       |                         | Valeria Sarmiento      |
| 1991 | Joe de Memphis             |                         |                        |
| 1992 | Ciénaga                    |                         |                        |
| 1995 | La rubia de Kennedy        | El brujo                | Arnaldo Valsecchi      |
| 1998 | El hombre que imaginaba    | Heladero                | Claudio Sapiaín        |
| 2000 | Chilean Gothic             |                         | Ricardo Harrington     |
| 2000 | El vecino                  | Jofré                   | Juan Carlos Bustamante |
| 2006 | El rey de San Gregorio     | Chofer colectivo        | Alfonso Gazitúa        |
| 2006 | Fuga                       | Carlitos                | Pablo Larraín          |
| 2011 | Los 33 de Atacama          | Minero sabio            | Antonio Recio          |
| 2011 | La Jubilada                | Rogelio Neira           | Jairo Boisier          |
| 2014 | Joselito                   | Camilo                  | Bárbara Pestán         |
| 2015 | El Club                    | Padre Matías Lazcano    | Pablo Larraín          |
| 2016 | Neruda                     | Senador de la República | Pablo Larraín          |
| 2019 | Fiebre Austral             |                         | Thomas Woodroffe       |
| 2019 | El hombre del futuro       | Michelsen               | Felipe Ríos            |
| 2023 | Fiebre                     | Tumu                    | Elisa Eliash           |
| 2023 | El retrato de ella         |                         | Fernando Altamirano    |

### Televisión
| Año  | Teleserie                      | Rol                              | Cadena              |
| ---- | ------------------------------ | -------------------------------- | ------------------- |
| 1981 | Villa Los Aromos               | Víctor de la Fuente              | Televisión Nacional |
| 1983 | El juego de la vida            |                                  | Televisión Nacional |
| 1984 | La represa                     | Avelino Leiva                    | Televisión Nacional |
| 1984 | La torre 10                    | Fanor Arancibia                  | Televisión Nacional |
| 1985 | La dama del balcón             | Luis Rey                         | Televisión Nacional |
| 1985 | El prisionero de la medianoche | Vicente de la Cruz               | Canal 13            |
| 1986 | La Villa                       | Segundo Ledesma                  | Televisión Nacional |
| 1987 | La invitación                  | Abel Bravo                       | Canal 13            |
| 1988 | Vivir así                      | Padre Álvaro                     | Canal 13            |
| 1989 | A la sombra del ángel          | Leonel Dupré                     | Televisión Nacional |
| 1992 | Trampas y caretas              | Bernardo Noimann                 | Televisión Nacional |
| 1993 | Jaque mate                     | Jacobo Kirschbaum                | Televisión Nacional |
| 1994 | Rompecorazón                   | Leonel Garay                     | Televisión Nacional |
| 1995 | Estúpido Cupido                | Waldo Retamales                  | Televisión Nacional |
| 1996 | Sucupira                       | Segundo Fábrega                  | Televisión Nacional |
| 1997 | Oro Verde                      | Humberto Durán                   | Televisión Nacional |
| 1998 | Iorana                         | Rodolfo Tuki                     | Televisión Nacional |
| 1999 | La Fiera                       | Jorge Cereceda                   | Televisión Nacional |
| 2000 | Romané                         | Drago Stanović                   | Televisión Nacional |
| 2001 | Pampa Ilusión                  | Ivo Yutrović                     | Televisión Nacional |
| 2002 | El circo de las Montini        | Lindorfo Mondaca                 | Televisión Nacional |
| 2003 | Puertas Adentro                | Humberto Cubillos                | Televisión Nacional |
| 2004 | Los Pincheira                  | Olegario Sotomayor               | Televisión Nacional |
| 2005 | Los Capo                       | Rutilio Campanelli               | Televisión Nacional |
| 2006 | Cómplices                      | Alberto Morán                    | Televisión Nacional |
| 2007 | Corazón de María               | Nicomedes Chandía                | Televisión Nacional |
| 2008 | Viuda Alegre                   | Cóndor Dionisio Vivanco          | Televisión Nacional |
| 2009 | Los Exitosos Pells             | Ricardo Catalán                  | Televisión Nacional |
| 2010 | Manuel Rodríguez               | José Santiago Rodríguez-Zorrilla | Chilevisión         |
| 2011 | La Doña                        | Gonzalo de los Ríos y Encio      | Chilevisión         |
| 2011 | Peleles                        | Jorge Retamales                  | Canal 13            |
| 2013 | Soltera otra vez 2             | Aliro Moreno                     | Canal 13            |
| 2019 | Amor a la Catalán              | Basilio Mardones                 | Canal 13            |

| Año       | Serie                | Rol                                        | Cadena      |
| --------- | -------------------- | ------------------------------------------ | ----------- |
| 1986      | Auf Achse            | Aduanero                                   | ARD         |
| 1987      | La Quintrala         | Oídor Hernando Machado y Núñez de Carvajal | TVN         |
| 1997      | Brigada Escorpión    | Ángel Tolosa                               | TVN         |
| 1998-1999 | Sucupira, la comedia | Segundo Fábrega                            | TVN         |
| 2003      | Cuentos de mujeres   | Mario                                      | TVN         |
| 2013      | Ecos del desierto    | General Sergio Arellano Stark              | Chilevisión |

### Otros programas
- Pin Pon

## Teatro
- Otelo
- Tartufo
- Pantaleón y las visitadoras
- Amadeus
- 2000: Hechos consumados
- 2006: Combate de negro y de perros
- Cara de fuego
- Fabulación
- La Mama Rosa
- La Secreta Obscenidad de cada Día
- 2013: La imaginación del futuro (como Salvador Allende Gossens)
- El aumento[19]

## Premios y nominaciones
Premios Altazor
| Año  | Categoría                 | Producción              | Resultado |
| ---- | ------------------------- | ----------------------- | --------- |
| 2000 | Mejor actor de televisión | La Fiera                | Nominado  |
| 2000 | Mejor actor de teatro     | Hechos consumados       | Nominado  |
| 2001 | Mejor actor de cine       | El vecino               | Nominado  |
| 2003 | Mejor actor de televisión | El circo de las Montini | Nominado  |
| 2004 | Mejor actor de televisión | Puertas adentro         | Ganador   |
| 2014 | Mejor actor de televisión | Ecos del desierto       | Ganador   |

Premios APES
| Año  | Categoría                            | Producción        | Resultado |
| ---- | ------------------------------------ | ----------------- | --------- |
| 1996 | Mejor actor de reparto de televisión | Sucupira          | Ganador   |
| 1999 | Mejor actor de reparto de televisión | La Fiera          | Ganador   |
| 2000 | Mejor actor de teatro                | Hechos consumados | Ganador   |
| 2003 | Mejor actor de reparto de televisión | Puertas adentro   | Ganador   |
| 2010 | Trayectoria                          | Ganador           |           |

Premios Caleuche
| ChileActores | ChileActores                    | ChileActores         | ChileActores |
| Año          | Categoría                       | Producción           | Resultado    |
| ------------ | ------------------------------- | -------------------- | ------------ |
| 2020         | Mejor actor protagónico de cine | El hombre del futuro | Ganador      |
| 2024         | Mejor actor protagónico de cine | Fiebre               | Ganador      |

Otros premios
| Año  | Premio        | Categoría                               | Resultado |
| ---- | ------------- | --------------------------------------- | --------- |
| 2011 | Premio Fotech | Trayectoria en televisión               | Ganador   |
| 2021 | Premio Marés  | Excelencia televisiva en su trayectoria | Ganador   |

## Reconocimientos
- Medalla de Honor del Senado de Chile por su trayectoria artística (2008)
- Declarado Hijo Ilustre por la Ilustre Municipalidad de Teno (2021)
- 2024: Elegido 100 Líderes Mayores por la Fundación Conecta Mayor, El Mercurio y la Pontificia Universidad Católica de Chile (PUC).[20]